# Ріхард Даніель
Ріхард Адольф Даніель (нім. Richard Adolf Daniel; 24 грудня 1900, Узінген — 4 травня 1986, Ноймюнстер) — німецький воєначальник, генерал-майор вермахту. Кавалер Лицарського хреста Залізного хреста з дубовим листям.

## Біографія
Учасник Першої світової війни. 30 вересня 1919 року демобілізований і поступив на службу в поліцію. 15 жовтня 1935 року перейшов у вермахт, служив у піхоті. З 20 листопада 1938 року — командир 3-ї роти 46-го піхотного полку. З 3 вересня 1939 року — командир 46-го запасного піхотного батальйону. З 1 жовтня 1939 року — командир 1-го батальйону 401-го піхотного полку 170-ї піхотної дивізії. Учасник Французької кампанії і німецько-радянської війни. З 20 січня 1942 року — командир 391-го піхотного полку своєї дивізії. 5 жовтня 1943 року зарахований у резерв. З 6 листопада 1943 по 10 липня 1944 року — інструктор піхотного училища в Деберіці. З 19 липня 1944 року — командир 45-ї гренадерської дивізії, яка з жовтня переформована на 45-ту фольксгренадерську. На початку 1945 року дивізію розгромили на Одері. 18 березня 1945 року важко поранений. 8 травня 1945 року взятий в полон британськими військами у шпиталі. 20 липня 1947 року звільнений.

## Звання
- Учень унтер-офіцерської школи (16 квітня 1916)
- Фузілер (17 квітня 1918)
- Єфрейтор (7 червня 1919)
- Унтервахмістр поліції (1 жовтня 1919)
- Вахмістр поліції (1 червня 1921)
- Обервахмістр поліції (1 березня 1923)
- Лейтенант поліції (1 квітня 1924)
- Оберлейтенант поліції (1 липня 1927)
- Гауптман поліції (1 жовтня 1933)
- Гауптман (15 жовтня 1935)
- Майор (1 березня 1940)
- Оберст-лейтенант (1 квітня 1942)
- Оберст (30 листопада 1942)
- Генерал-майор (1 жовтня 1944)

## Нагороди
- Почесний хрест ветерана війни з мечами
- Медаль «За вислугу років у Вермахті» 4-го, 3-го і 2-го класу (18 років) (2 жовтня 1936) — отримав 3 медалі одночасно.
- Хрест Воєнних заслуг 2-го класу з мечами (1 листопада 1939)
- Залізний хрест
  - 2-го класу (12 липня 1941)
  - 1-го класу (28 липня 1941)
- Штурмовий піхотний знак в сріблі (25 березня 1942)
- Медаль «За зимову кампанію на Сході 1941/42» (10 липня 1942)
- Лицарський хрест Залізного хреста з дубовим листям
  - лицарський хрест (25 липня 1942)
  - дубове листя (№ 857; 30 квітня 1945)
- Орден Зірки Румунії, командорський хрест (10 серпня 1942)
- Нагрудний знак «За поранення»
  - в чорному (23 вересня 1942)
  - в сріблі (24 березня 1945)
- Кримський щит (15 лютого 1943)
- Німецький хрест в золоті (2 червня 1943)
- Почесна застібка на орденську стрічку для Сухопутних військ (25 лютого 1945)